# Saint-Félix-de-Sorgues
Saint-Félix-de-Sorgues est une commune française située dans le département de l'Aveyron, en région Occitanie.
Le patrimoine architectural de la commune comprend un immeuble protégé au titre des monuments historiques : le pont sur la Sorgues, inscrit en 1944.

## Géographie

### Localisation
Saint-Félix-de-Sorgues fait partie du canton de Saint-Affrique et compte environ 200 habitants répartis en dix fermes et un village situés à 416 mètres d'altitude dans la vallée de la Sorgues, entre Roquefort et Sylvanès.

### Communes limitrophes
Saint-Félix-de-Sorgues est limitrophe de six autres communes.
Les communes limitrophes sont  Gissac, Marnhagues-et-Latour, Montagnol, Saint-Jean-et-Saint-Paul, Sylvanès et Versols-et-Lapeyre.
|                    | Saint-Jean-et-Saint-Paul |                      |
| Versols-et-Lapeyre | Saint-Félix-de-Sorgues   | Marnhagues-et-Latour |
| Gissac             | Sylvanès                 | Montagnol            |

### Hydrographie

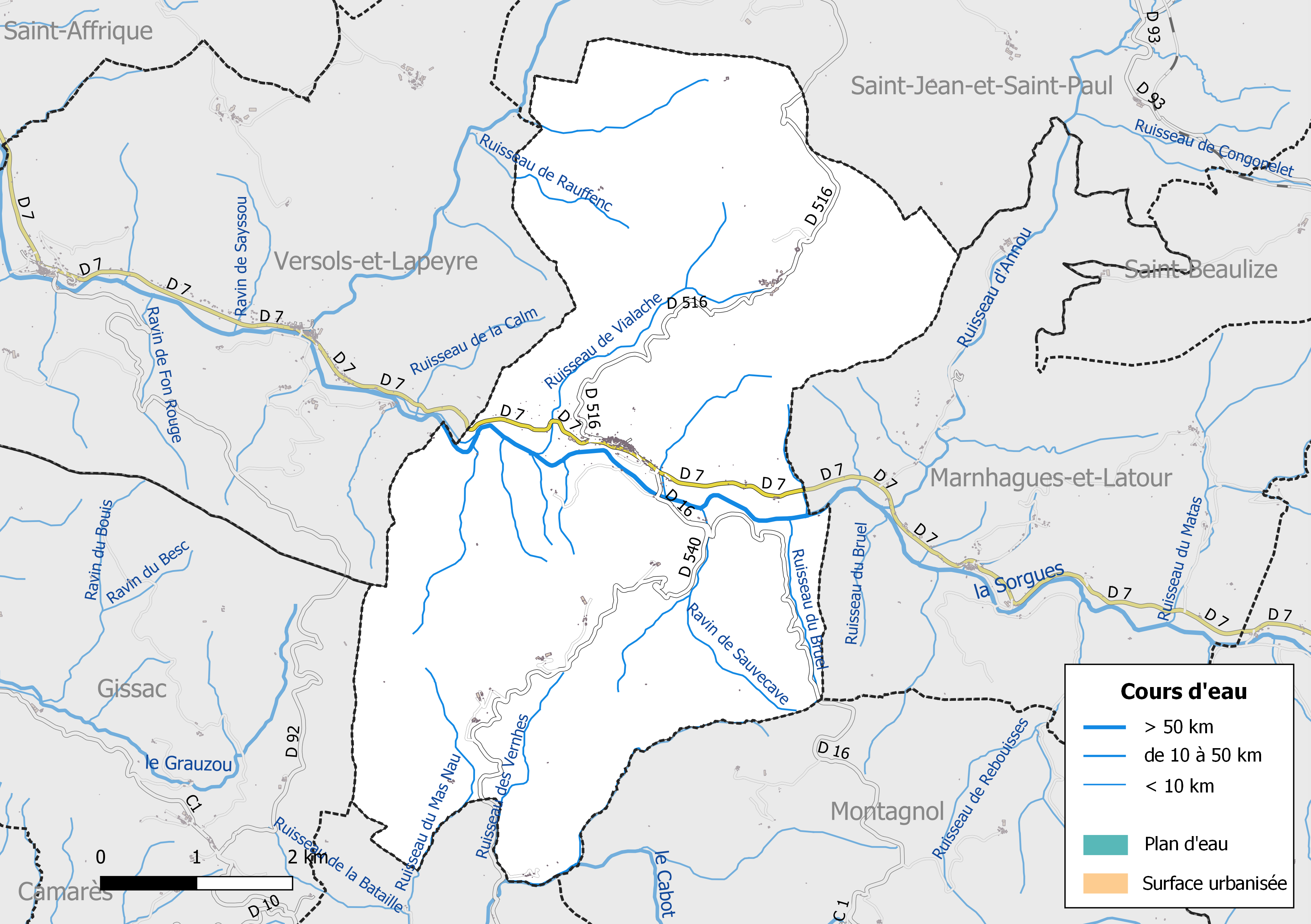
Réseaux hydrographique et routier de Saint-Félix-de-Sorgues.

La commune est drainée par la Sorgues, le Cabot, le ravin de Sauvecave, le ravin du Mas de Laussel, le ruisseau de Barbayrou, le ruisseau de Cantillergues, le ruisseau de Raouffenc, le ruisseau de Rauffenc, le ruisseau des Vernhasses, le ruisseau des Vernhes, le ruisseau de Vialache, le ruisseau du Bruel, le ruisseau du Mas Nau et par divers petits cours d'eau.
La Sorgues, d'une longueur totale de 46,4 km, prend sa source dans la commune de Cornus et se jette  dans le Dourdou de Camarès à Vabres-l'Abbaye, après avoir arrosé 7 communes. Elle traverse la commune d'est en ouest sur cinq kilomètres.
Le Cabot, d'une longueur totale de 10,3 km, prend sa source dans la commune de Montagnol et se jette  dans la Nuéjouls à Sylvanès, après avoir arrosé 3 communes.

### Climat
Pour des articles plus généraux, voir Climat de l'Occitanie et Climat de l'Aveyron.
En 2010, le climat de la commune est de type climat du Bassin du Sud-Ouest, selon une étude s'appuyant sur une série de données couvrant la période 1971-2000. En 2020, Météo-France publie une typologie des climats de la France métropolitaine dans laquelle la commune est exposée à un climat de montagne et est dans la région climatique Sud-est du Massif Central, caractérisée par une pluviométrie annuelle de 1 000 à 1 500 mm, minimale en été, maximale en automne.
Pour la période 1971-2000, la température annuelle moyenne est de 12,3 °C, avec une amplitude thermique annuelle de 15,8 °C. Le cumul annuel moyen de précipitations est de 1 085 mm, avec 10,1 jours de précipitations en janvier et 4,3 jours en juillet. Pour la période 1991-2020, la température moyenne annuelle observée sur la station météorologique la plus proche, située sur la commune de Montlaur à 12 km à vol d'oiseau, est de 12,5 °C et le cumul annuel moyen de précipitations est de 705,4 mm,. Pour l'avenir, les paramètres climatiques de la commune estimés pour 2050 selon différents scénarios d'émission de gaz à effet de serre sont consultables sur un site dédié publié par Météo-France en novembre 2022.

### Milieux naturels et biodiversité

#### Espaces protégés
La protection réglementaire est le mode d’intervention le plus fort pour préserver des espaces naturels remarquables et leur biodiversité associée.
Dans ce cadre, la commune fait partie d'un espace protégé, le Parc naturel régional des Grands Causses, créé en 1995 et d'une superficie de 327 937 ha, qui s'étend sur 97 communes. Ce territoire rural habité, reconnu au niveau national pour sa forte valeur patrimoniale et paysagère, s’organise autour d’un projet concerté de développement durable, fondé sur la protection et la valorisation de son patrimoine,,.

#### Zones naturelles d'intérêt écologique, faunistique et floristique
L’inventaire des zones naturelles d'intérêt écologique, faunistique et floristique (ZNIEFF) a pour objectif de réaliser une couverture des zones les plus intéressantes sur le plan écologique, essentiellement dans la perspective d’améliorer la connaissance du patrimoine naturel national et de fournir aux différents décideurs un outil d’aide à la prise en compte de l’environnement dans l’aménagement du territoire.
Le territoire communal de Saint-Félix-de-Sorgues comprend une ZNIEFF de type 1,, 
« La Sorgue à Lapeyre » (319 ha), couvrant 2 communes du département
, et une ZNIEFF de type 2,, 
le « Rougier de Camarès » (56 714 ha), qui s'étend sur 33 communes dont 32 dans l'Aveyron et 1 dans l'Hérault.

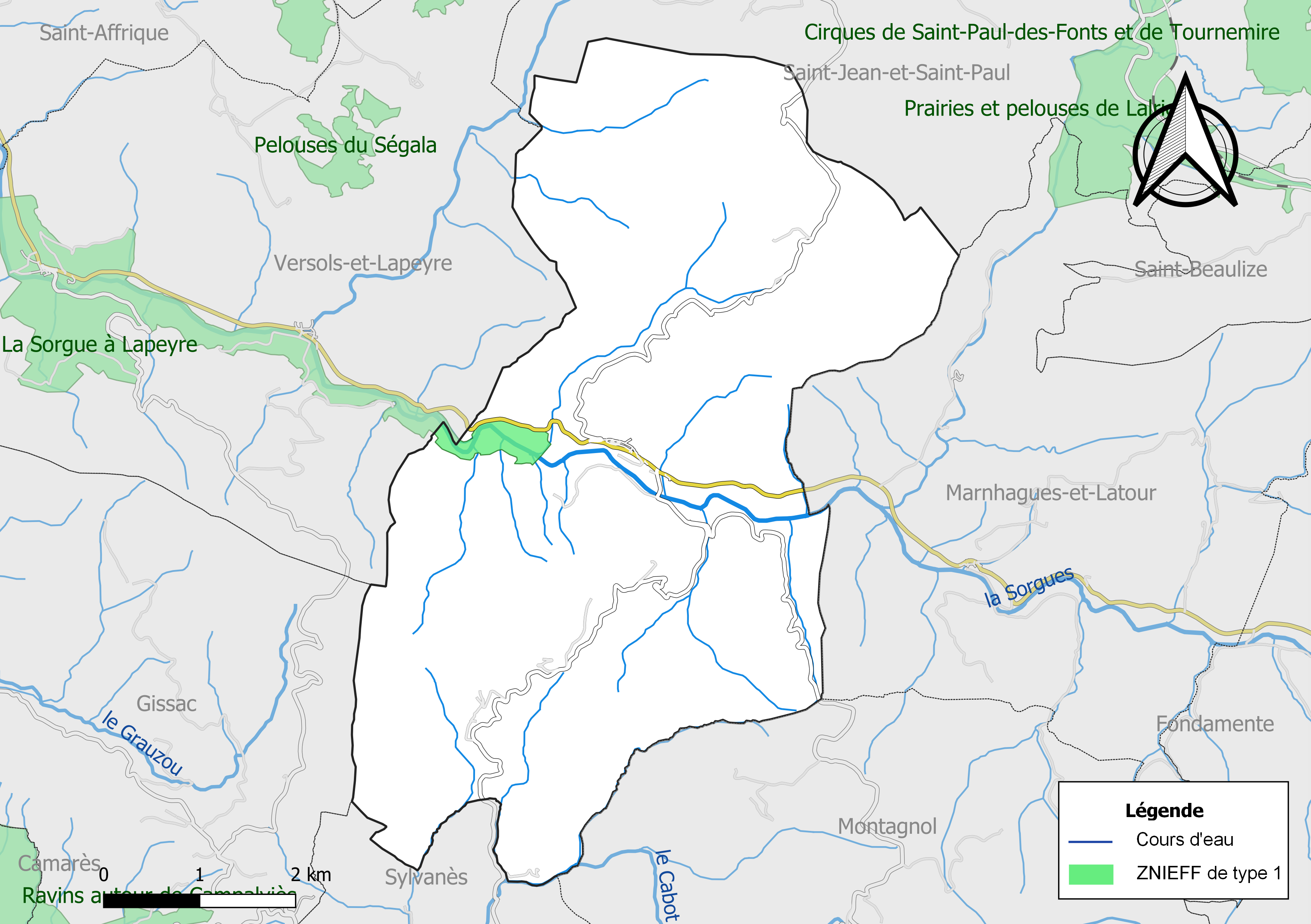
Carte de la ZNIEFF de type 1 de la commune.
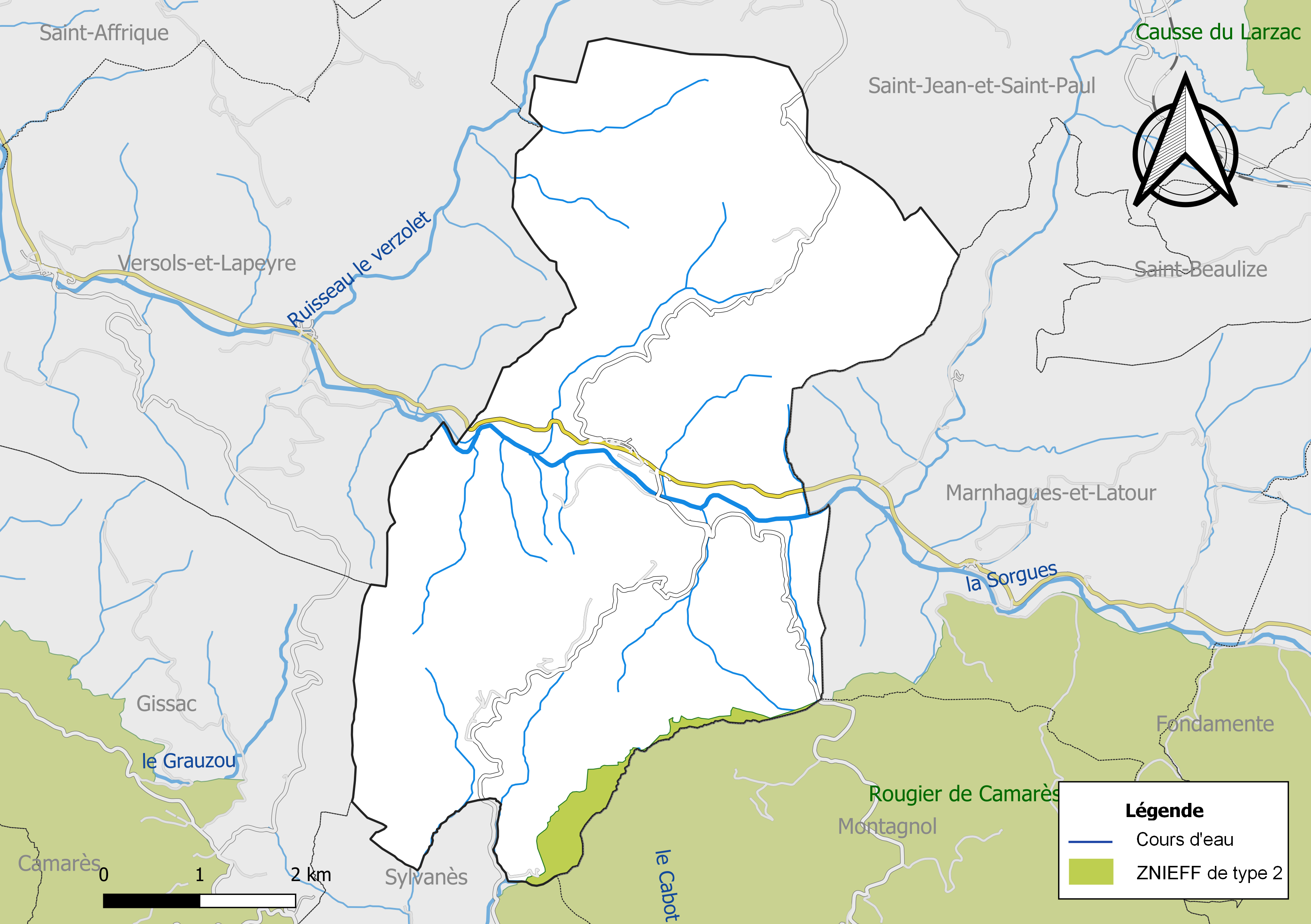
Carte de la ZNIEFF de type 2 de la commune.

## Urbanisme

### Typologie
Au 1er janvier 2024, Saint-Félix-de-Sorgues est catégorisée commune rurale à habitat dispersé, selon la nouvelle grille communale de densité à 7 niveaux définie par l'Insee en 2022.
Elle est située hors unité urbaine. Par ailleurs la commune fait partie de l'aire d'attraction de Saint-Affrique, dont elle est une commune de la couronne,. Cette aire, qui regroupe 16 communes, est catégorisée dans les aires de moins de 50 000 habitants,.

### Occupation des sols

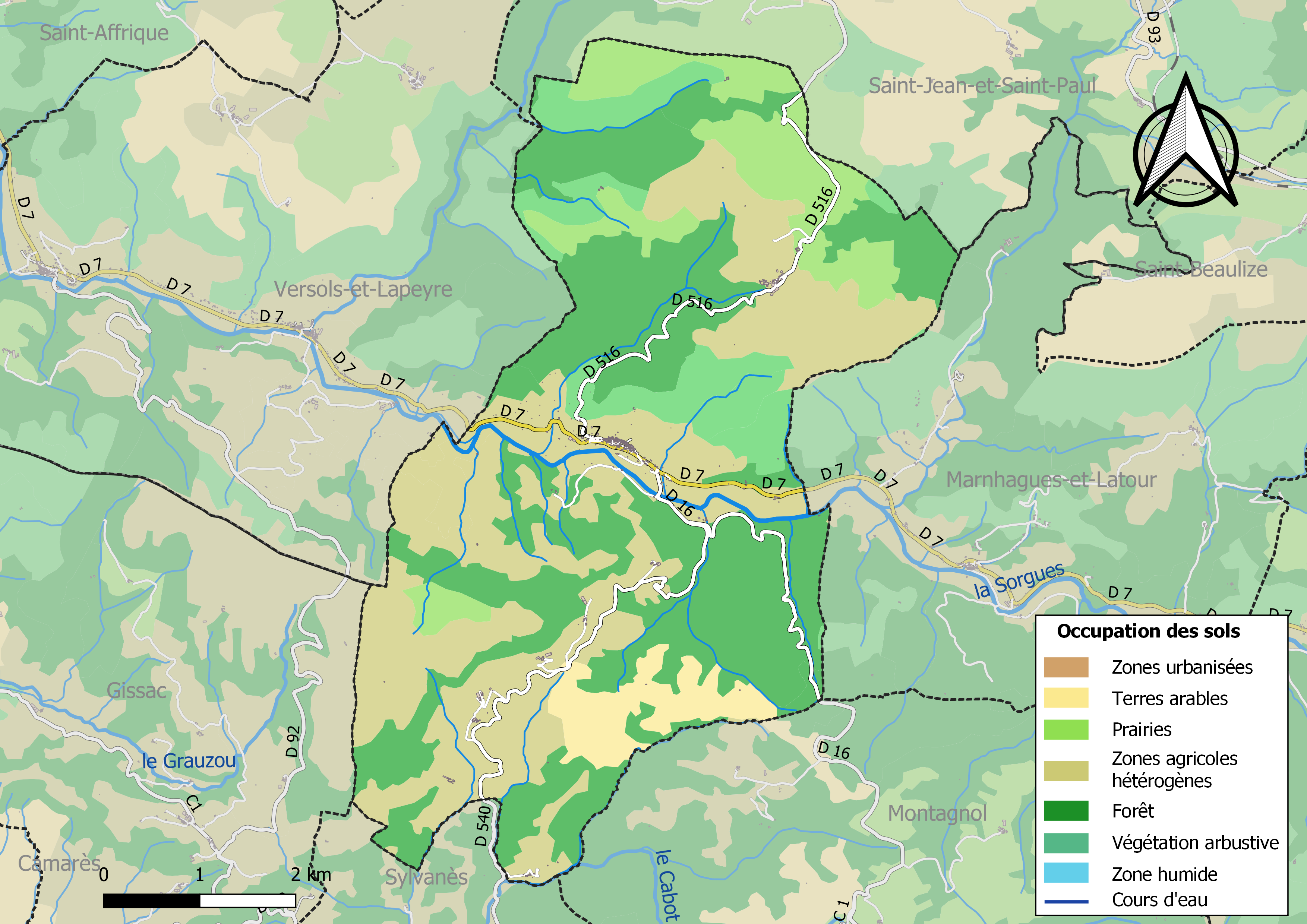
Infrastructures et occupation des sols de la commune de Saint-Félix-de-Sorgues.

L'occupation des sols de la commune, telle qu'elle ressort de la base de données européenne d’occupation biophysique des sols Corine Land Cover (CLC), est marquée par l'importance des territoires agricoles (52 % en 2018), une proportion sensiblement équivalente à celle de 1990 (52,2 %). La répartition détaillée en 2018 est la suivante : 
forêts (39,2 %), zones agricoles hétérogènes (37 %), prairies (10,7 %), milieux à végétation arbustive et/ou herbacée (8,8 %), terres arables (4,3 %).

### Planification
La loi SRU du 13 décembre 2000 a incité fortement les communes à se regrouper au sein d’un établissement public, pour déterminer les partis d’aménagement de l’espace au sein d’un SCoT, un document essentiel d’orientation stratégique des politiques publiques à une grande échelle. La commune est dans le territoire du SCoT du Parc naturel régional des Grands Causses, approuvé le vendredi 7 juillet 2017 par le comité syndical et mis à l’enquête publique en décembre 2019. La structure porteuse est le Pôle d'équilibre territorial et rural du PNR des Grands Causses, qui associe huit communautés de communes, notamment la communauté de communes Saint Affricain, Roquefort, Sept Vallons, dont la commune est membre.
La commune disposait en 2017 d'une carte communale approuvée et un plan local d'urbanisme était en élaboration.

### Risques majeurs
Le territoire de la commune de Saint-Félix-de-Sorgues est vulnérable à différents aléas naturels : inondations, climatiques (hiver exceptionnel ou canicule), feux de forêts et séisme (sismicité très faible).
Il est également exposé à un risque particulier, le risque radon,.

#### Risques naturels

Zones inondables de la commune de Saint-Félix-de-Sorgues.

Certaines parties du territoire communal sont susceptibles d’être affectées par le risque d’inondation par débordement de la Sorgues. Les dernières grandes crues historiques, ayant touché plusieurs parties du département, remontent aux 3 et 4 décembre 2003 (dans les bassins du Lot, de l'Aveyron, du Viaur et du Tarn) et au 28 novembre 2014 (bassins de la Sorgues et du Dourdou). Ce risque est pris en compte dans l'aménagement du territoire de la commune par le biais du Plan de prévention du risque inondation (PPRI) du bassin du bassin de la « Sorgues et du Dourdou de Camarès aval », approuvé le 23 mai 2017.
Le Plan départemental de protection des forêts contre les incendies découpe le département de l’Aveyron en sept « bassins de risque » et définit une sensibilité des communes à l’aléa feux de forêt (de faible à très forte). La commune est classée en sensibilité très forte.
Les mouvements de terrains susceptibles de se produire sur la commune sont liés à la présence de cavités souterraines localisées sur la commune,.

#### Risque particulier
Dans plusieurs parties du territoire national, le radon, accumulé dans certains logements ou autres locaux, peut constituer une source significative d’exposition de la population aux rayonnements ionisants. Toutes les communes du département sont concernées par le risque radon à un niveau plus ou moins élevé. Selon le dossier départemental des risques majeurs du département établi en 2013, la commune de Saint-Félix-de-Sorgues est classée à risque moyen à élevé. Un décret du 4 juin 2018 a modifié la terminologie du zonage définie dans le code de la santé publique et a été complété par un arrêté du 27 juin 2018 portant délimitation des zones à potentiel radon du territoire français. La commune est désormais en zone 3, à savoir zone à potentiel radon significatif.

## Toponymie
Durant la Révolution, la commune porte le nom de Félix-de-Sorgues.

## Histoire

### Moyen Âge
Le village étant établi à proximité d'une source abondante, on y trouve des moulins drapiers dès 1426, ainsi que des tanneries. On y recense également une scierie en 1426. En 1459, le commandeur autorise la tenue de deux foires franches et s'engage à ne prélever que quatre deniers par pièce de drap de 11 cannes tissée à Saint-Félix.

La commune aurait eu des consuls dès 1320. Elle fut entourée de remparts en 1438, construits par Dorde Dalaus. 

### Les Hospitaliers
Saint-Félix fut le chef-lieu d'une importante commanderie des Hospitaliers de l'ordre de Saint-Jean de Jérusalem, qui fut fondée vers 1150 par donation de Pierre de Caylus et dont le premier commandeur connu est Gaubert de Saint Caprazy en 1159. La commanderie avait des dépendances dans le Saint-Affricain: Druille et Mascourbe, Saint-Caprazy, Prugnes, Carnus, Martrin, Moussac, La Bastide-Pradines (donation de 1221).

### Époque contemporaine
La commune est retirée du canton de Camarès le 2 août 1973 pour être intégrée au canton de Saint-Affrique. 

## Politique et administration

### Découpage territorial
La commune de Saint-Félix-de-Sorgues est membre de la communauté de communes Saint Affricain, Roquefort, Sept Vallons, un établissement public de coopération intercommunale (EPCI) à fiscalité propre créé le 1er janvier 2017 dont le siège est à Vabres-l'Abbaye. Ce dernier est par ailleurs membre d'autres groupements intercommunaux.
Sur le plan administratif, elle est rattachée à l'arrondissement de Millau, au département de l'Aveyron et à la région Occitanie. Sur le plan électoral, elle dépend du  canton de Saint-Affrique pour l'élection des conseillers départementaux, depuis le redécoupage cantonal de 2014 entré en vigueur en 2015, et de la troisième circonscription de l'Aveyron  pour les élections législatives, depuis le dernier découpage électoral de 2010.

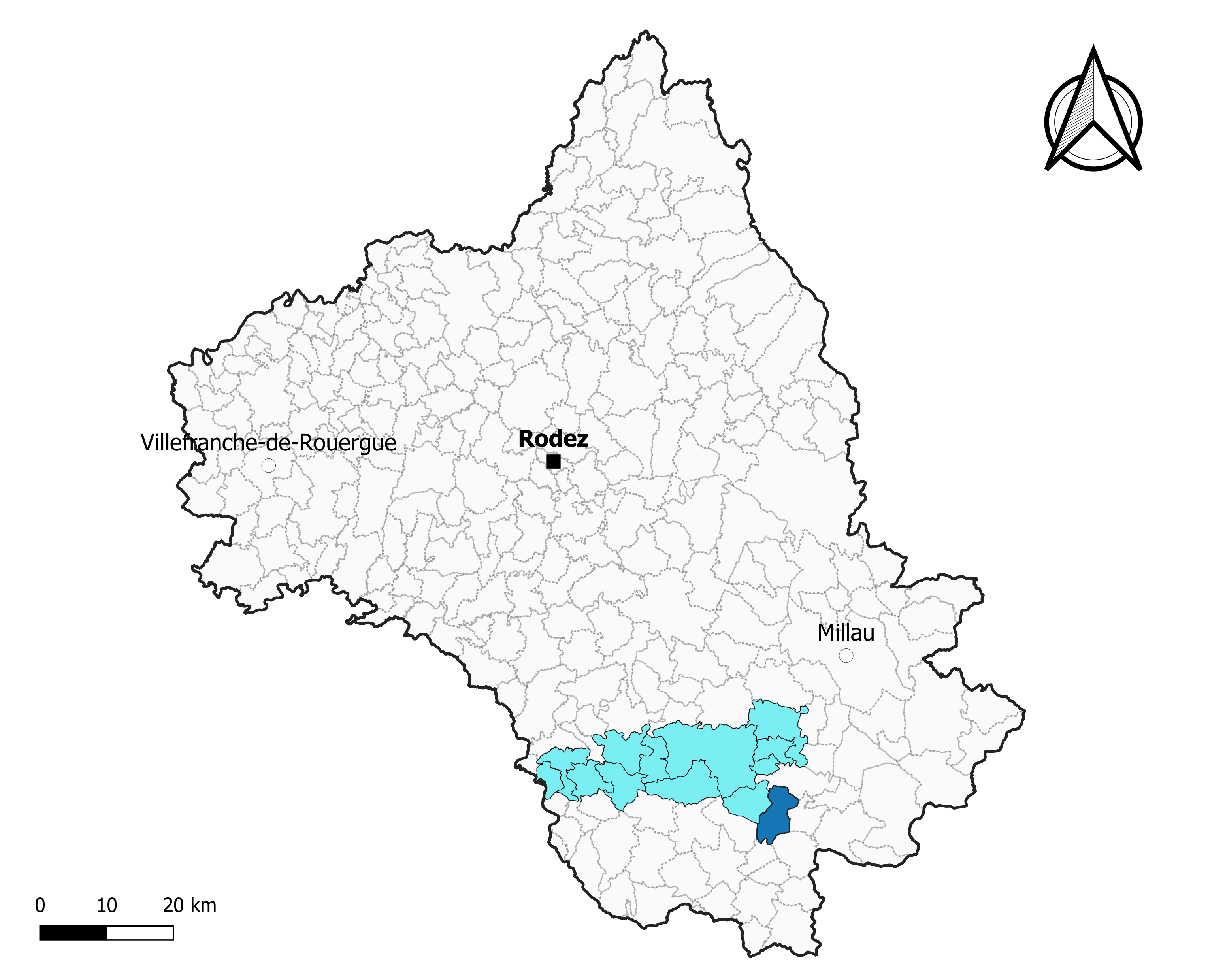
Saint-Félix-de-Sorgues dans l'intercommunalité en 2020.
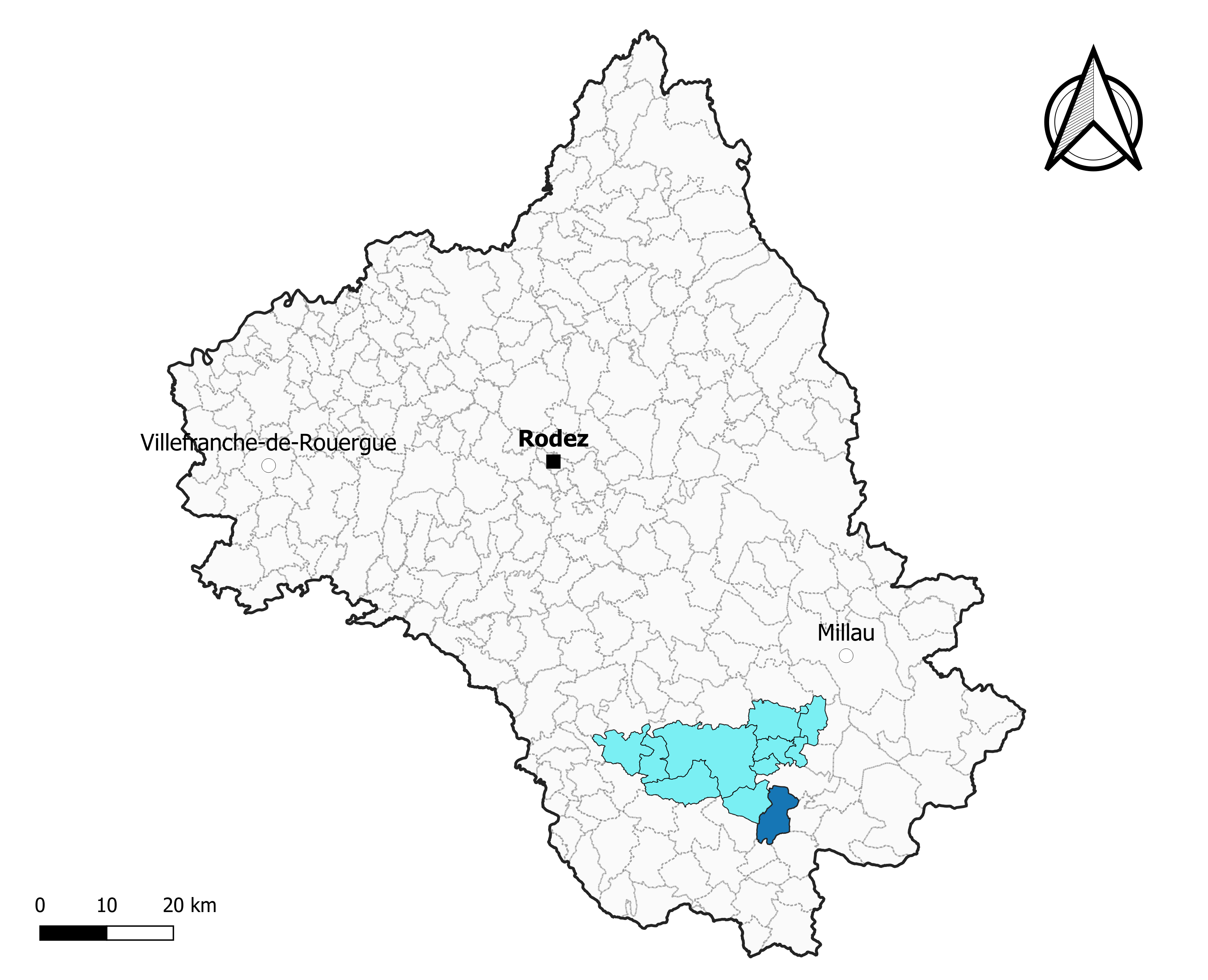
Saint-Félix-de-Sorgues dans le canton de Saint-Affrique en 2020.
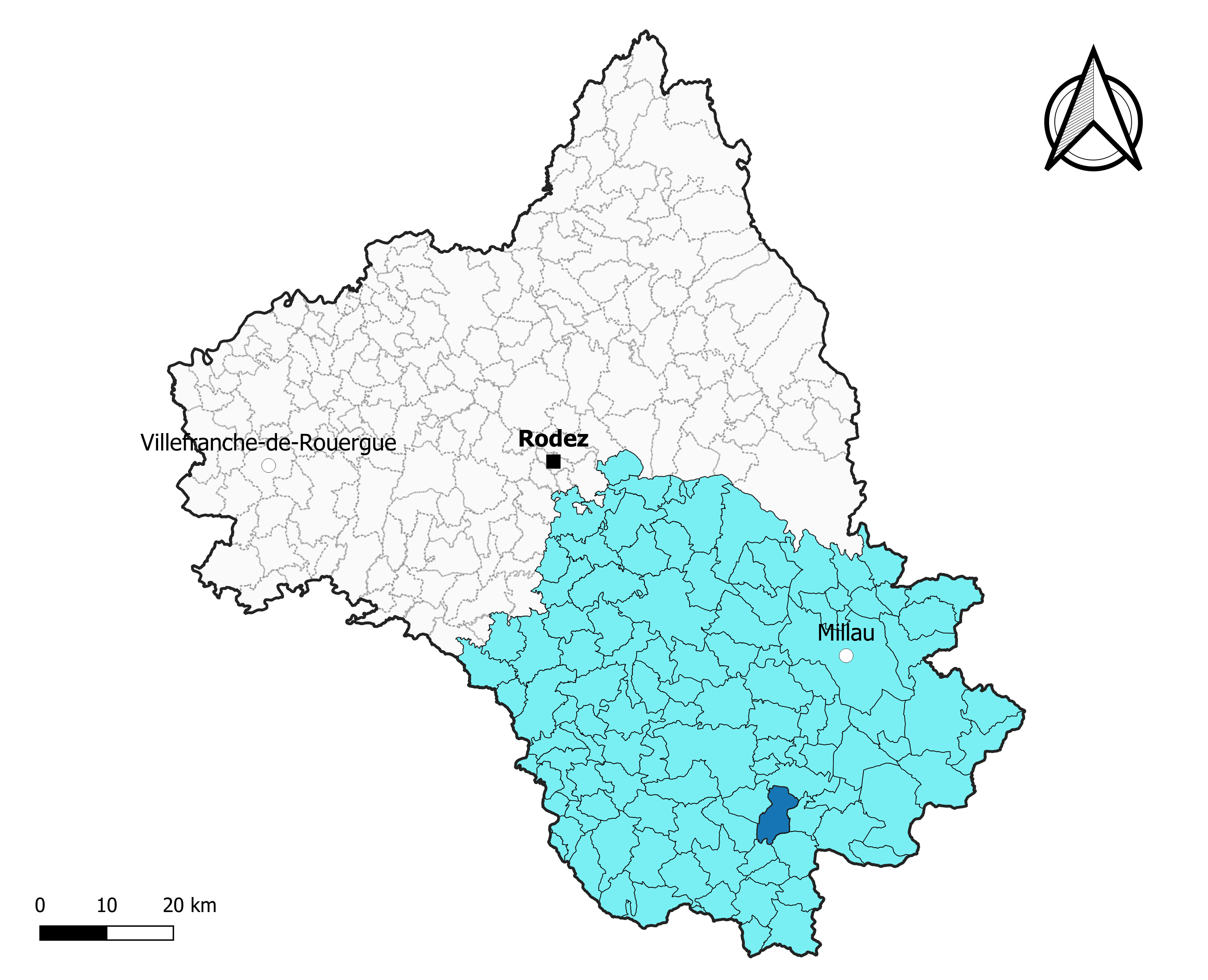
Saint-Félix-de-Sorgues dans l'arrondissement de Millau en 2020.

### Élections municipales et communautaires

#### Élections de 2020
Le conseil municipal de Saint-Félix-de-Sorgues, commune de moins de 1 000 habitants, est élu au scrutin majoritaire plurinominal à deux tours avec candidatures isolées ou groupées et possibilité de panachage. Compte tenu de la population communale, le nombre de sièges à pourvoir lors des élections municipales de 2020 est de 11. La totalité des onze candidats en lice est élue dès le premier tour, le 15 mars 2020, avec un taux de participation de 69,9 %.
Bertrand Schmitt, maire sortant, est réélu pour un nouveau mandat le 25 mai 2020.
Dans les communes de moins de 1 000 habitants, les conseillers communautaires sont désignés parmi les conseillers municipaux élus en suivant l’ordre du tableau (maire, adjoints puis conseillers municipaux) et dans la limite du nombre de sièges attribués à la commune au sein du conseil communautaire. Un siège est attribué à la commune au sein de la communauté de communes Saint Affricain, Roquefort, Sept Vallons.

#### Liste des maires
| Période                                  | Période  | Identité                   | Étiquette | Qualité                             |
| ---------------------------------------- | -------- | -------------------------- | --------- | ----------------------------------- |
| Les données manquantes sont à compléter. |          |                            |           |                                     |
|                                          |          |                            |           |                                     |
| 1800                                     | 1816     | Antoine Coulet             |           |                                     |
| 1816                                     | 1831     | Louis Coulet               |           |                                     |
| 1831                                     | 1834     | Pierre Louis Guibert Carel |           |                                     |
| 1834                                     | 1837     | Louis Henri Lebrou         |           | Maire par intérim                   |
| 1838                                     | 1842     | Louis Henri Lebrou         |           |                                     |
| 1842                                     | 1843     | Casimir Solier             |           | Adjoint faisant fonctions de maire  |
| 1843                                     | 1855     | Louis Clavel               |           |                                     |
| 1855                                     | 1871     | Pierre Tournier            |           |                                     |
| 1871                                     | 1892     | Charles Nouguier           |           |                                     |
| 1893                                     | 1900     | André Alexandre Mayneau    |           |                                     |
| 1900                                     | 1904     | André Ricateau             |           |                                     |
| 1904                                     | 1912     | Paul Tali                  |           |                                     |
| 1912                                     | 1919     | Jean Ricateau              |           |                                     |
| 1919                                     | 1925     | Albert Fabre               |           |                                     |
| 1925                                     | 1933     | André Ricateau             |           |                                     |
| 1933                                     | 1938     | Maurice Caramel            |           |                                     |
| 1938                                     | 1941     | Pierre Tournier            |           |                                     |
| 1941                                     | 1944     | Joseph Inguimbert          |           |                                     |
| 1944                                     | 1945     | Maurice Caramel            |           |                                     |
| 1945                                     | 1947     | Hippolyte Bessière         |           |                                     |
| 1947                                     | 1959     | Joseph Inguimbert          |           |                                     |
| 1959                                     | 1960     | Cyprien Segonds            |           |                                     |
| 1960                                     | 1977     | Joseph Inguimbert          |           |                                     |
| 1977                                     | 1983     | Jean Colas                 |           |                                     |
| 1983                                     | 2001     | Alain Bessière             |           |                                     |
| 2001 (réélu en mai 2020)                 | En cours | Bertrand Schmitt,          | SE        | Agriculteur sur petite exploitation |

## Démographie
L'évolution du nombre d'habitants est connue à travers les recensements de la population effectués dans la commune depuis 1793. Pour les communes de moins de 10 000 habitants, une enquête de recensement portant sur toute la population est réalisée tous les cinq ans, les populations de référence des années intermédiaires étant quant à elles estimées par interpolation ou extrapolation. Pour la commune, le premier recensement exhaustif entrant dans le cadre du nouveau dispositif a été réalisé en 2008.

En 2022, la commune comptait 193 habitants, en évolution de −14,22 % par rapport à 2016 (Aveyron : +0,37 %, France hors Mayotte : +2,11 %).
| 1793 | 1800 | 1806  | 1821  | 1831  | 1836 | 1841 | 1846 | 1851 |
| ---- | ---- | ----- | ----- | ----- | ---- | ---- | ---- | ---- |
| 635  | 660  | 2 639 | 1 725 | 1 891 | 950  | 890  | 892  | 843  |

| 1856 | 1861 | 1866 | 1872 | 1876 | 1881 | 1886 | 1891 | 1896 |
| ---- | ---- | ---- | ---- | ---- | ---- | ---- | ---- | ---- |
| 810  | 831  | 836  | 782  | 758  | 801  | 710  | 612  | 605  |

| 1901 | 1906 | 1911 | 1921 | 1926 | 1931 | 1936 | 1946 | 1954 |
| ---- | ---- | ---- | ---- | ---- | ---- | ---- | ---- | ---- |
| 600  | 563  | 554  | 438  | 393  | 374  | 381  | 337  | 302  |

| 1962 | 1968 | 1975 | 1982 | 1990 | 1999 | 2006 | 2008 | 2013 |
| ---- | ---- | ---- | ---- | ---- | ---- | ---- | ---- | ---- |
| 271  | 228  | 202  | 183  | 206  | 196  | 198  | 199  | 226  |

| 2018 | 2022 | - | - | - | - | - | - | - |
| ---- | ---- | - | - | - | - | - | - | - |
| 201  | 193  | - | - | - | - | - | - | - |

## Économie

### Revenus
En 2018  (données Insee publiées en septembre 2021), la commune compte 99 ménages fiscaux, regroupant 179 personnes. La médiane du revenu disponible par unité de consommation est de 19 740 € (20 640 € dans le département).

### Emploi
| Division       | 2008  | 2013  | 2018  |
| -------------- | ----- | ----- | ----- |
| Commune        | 7,7 % | 7,9 % | 9 %   |
| Département    | 5,4 % | 7,1 % | 7,1 % |
| France entière | 8,3 % | 10 %  | 10 %  |

En 2018, la population âgée de 15 à 64 ans s'élève à 111 personnes, parmi lesquelles on compte 82,9 % d'actifs (73,9 % ayant un emploi et 9 % de chômeurs) et 17,1 % d'inactifs,. Depuis 2008, le taux de chômage communal (au sens du recensement) des 15-64 ans est supérieur à celui du département, mais inférieur à celui de la France.
La commune fait partie de la couronne de l'aire d'attraction de Saint-Affrique, du fait qu'au moins 15 % des actifs travaillent dans le pôle,. Elle compte 41 emplois en 2018, contre 41 en 2013 et 37 en 2008. Le nombre d'actifs ayant un emploi résidant dans la commune est de 89, soit un indicateur de concentration d'emploi de 46,1 % et un taux d'activité parmi les 15 ans ou plus de 55 %.
Sur ces 89 actifs de 15 ans ou plus ayant un emploi, 28 travaillent dans la commune, soit 32 % des habitants. Pour se rendre au travail, 75,3 % des habitants utilisent un véhicule personnel ou de fonction à quatre roues, 1,1 % les transports en commun, 4,5 % s'y rendent en deux-roues, à vélo ou à pied et 19,1 % n'ont pas besoin de transport (travail au domicile).

### Activités hors agriculture
23 établissements sont implantés  à Saint-Félix-de-Sorgues au 31 décembre 2019. Le tableau ci-dessous en détaille le nombre par secteur d'activité et compare les ratios avec ceux du département,.
Le secteur du commerce de gros et de détail, des transports, de l'hébergement et de la restauration est prépondérant sur la commune puisqu'il représente 30,4 % du nombre total d'établissements de la commune (7 sur les 23 entreprises implantées  à Saint-Félix-de-Sorgues), contre 27,5 % au niveau départemental.

### Agriculture
La commune est dans les Monts de Lacaune, une petite région agricole occupant le sud du département de l'Aveyron. En 2020, l'orientation technico-économique de l'agriculture  sur la commune est l'élevage d'ovins ou de caprins.
Le nombre d'exploitations agricoles en activité et ayant leur siège dans la commune est de 10 lors du recensement agricole de 2020 et la surface agricole utilisée de 931 ha,.

## Culture locale et patrimoine

### Lieux et monuments
- Église Saint-Félix de Saint-Félix-de-Sorgues.

Parmi les monuments historiques on peut trouver le pont  Inscrit MH (1944) des XIVe et XVe siècles qui enjambe la Sorgues en contrebas du village. Le pont de Saint-Félix-de-Sorgues est composé de trois arches et construit notamment à partir du tuf calcaire de la région. Les contreforts d’une tour du château, qui fut détruit en 1627, restent visibles dans le parapet au sud de l’église. Certaines parties de l’enceinte de fortification demeurent présentes, dont la porte d’entrée (porte "Saint-Jean").
- Saint-Caprazy, lieu-dit au sud-ouest du village sur l'autre rive de la Sorgues. Ancienne seigneurie et paroisse devenue ensuite une annexe de la commanderie de Saint-Félix-de-Sorgues[56].

### Personnalités liées à la commune
- Patrick Guallino a vécu à Saint-Félix-de-Sorgues.

### Héraldique
| Blason de la commune de Saint-Félix-de-Sorgues | Les armes de la commune de Saint-Félix-de-Sorgues se blasonnent ainsi : Parti à dextre de gueules et d'un peigne à carder d'or et à senestre d'azur, au pont gothique d'argent sur des fasces ondées et alternées d'azur et d'argent, au chef de la religion, le tout surmonté d'une couronne murale à trois tours, celle du centre ouverte dans les remparts. Dans le blasonnement, le gueules (rouge) désigne le martyr. Le peigne à carder est un instrument de torture évoquant Saint Félix, les ondes représentent la Sorgues et les armes de la religion (la croix d'argent sur fond de gueules) étant l'insigne des commandeurs de l'ordre de Saint-Jean de Jérusalem, identifiant la commanderie. |